# مقاطعة شاهرود
مقاطعة شاهرود (بالفارسية: شهرستان شاهرود) هي إحدى مقاطعات محافظة سمنان في إيران. كان عدد سكان المقاطعة سنة 2010 حوالي 238,830 نسمة.